# 抗战：和平荣耀·胜利70
《抗战：和平荣耀·胜利70》，是台湾东森电视拍摄的记录从卢沟桥事变到抗战胜利历史的纪录片。2015年先后在东森、华视、中天等电视台播出。